# Necropsittacus rodricanus

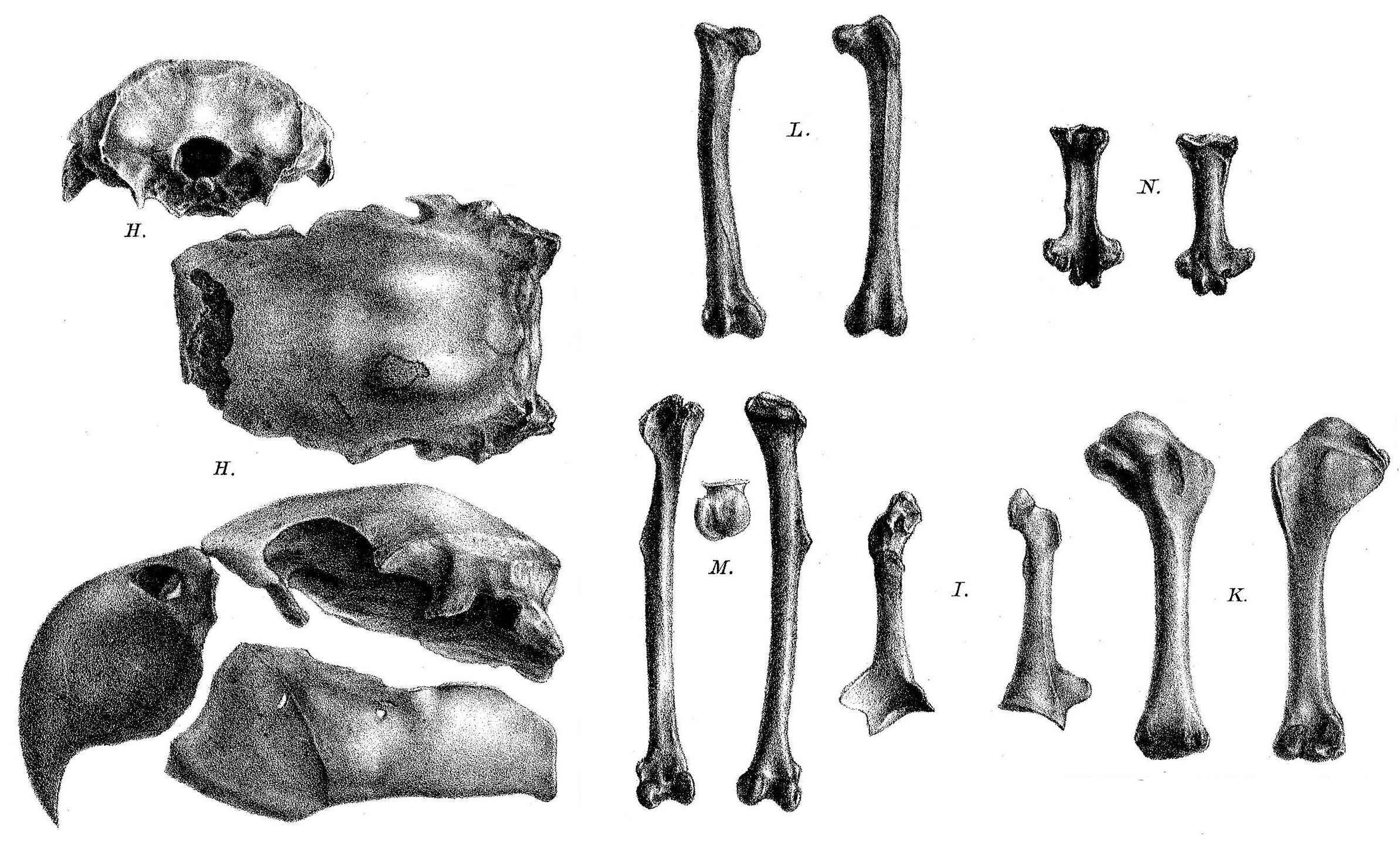
Cráneo y huesos de las extremidades subfósiles, 1879

El loro de Rodríguez (Necropsittacus rodricanus) es una especie extinta de ave psitaciforme de la familia Psittaculidae endémica Rodrigues, una de las islas Mascareñas en el océano Índico, al este de Madagascar. La especie solo se conoce a partir de restos subfósiles y de menciones en relatos contemporáneos. Se mencionó por última vez en 1761 y se cree que se extinguió poco después, tal vez debido a una combinación de depredación por ratas, deforestación y a la caza por humanos.